# Indian Council for Cultural Relations
Das Indian Council for Cultural Relations (ICCR) (Indischer Rat für Kulturelle Beziehungen) ist eine eigenständige Organisation der indischen Regierung.
Der Indian Council for Cultural Relations hat die Aufgabe den kulturellen Austausch mit anderen Ländern und deren Bevölkerungen zu fördern. Er wurde am 9. April 1950 von Maulana Abul Kalam Azad, dem ersten Bildungsminister des unabhängigen Indiens, gegründet. Er ist das wichtigste Gremium für die auswärtige Kulturpolitik. Es vergibt auch Stipendien an internationale Studierende für ein Studium in Indien.
Neben Regionalbüros in Indien unterhält er auch internationale Vertretungen und Kulturzentren in Berlin, Jakarta, Kairo, London, Moskau, Valladolid und vielen weiteren Städten.
Beginnend 2017 wird vom ICCR der Gisela-Bonn-Preis vergeben.